# Fongolembi
Fongolembi (ou Fongolimbi) est une localité du Sénégal, située dans le département de Kédougou et la région de Kédougou.
C'est le chef-lieu de l'arrondissement de Fongolembi depuis la création de celui-ci par un décret du 10 juillet 2008.